# Clube Desportivo de Mafra
El Clube Desportivo de Mafra es un equipo de fútbol de Portugal que juega en la Terceira Liga, la tercera división de fútbol en el país.

## Historia
Fue fundado el 25 de mayo de 1965 en la ciudad de Mafra, pasando prácticamente toda su historia en las ligas regionales de Portugal hasta que ganó la Primera División de Lisboa en la temporada 1991/92 y logró ascender a los torneos nacionales por primera vez.

## Palmarés
- Campeonato de Portugal: 1

2017/18
- Tercera División de Portugal: 1

2001/02
- Primera División de Lisboa: 1

1991/92
- Segunda División de Lisboa: 1

1975/76
- Tercera División de Lisboa: 1

1970/71

## Jugadores

### Jugadores destacados
| - Filipe Leão - Filipe Ramos - Bonifácio | - Paulo Catarino - Jorge Vasconcelos - Ivanir Rodrigues |